# The Fuzzy Pink Nightgown
The Fuzzy Pink Nightgown is een Amerikaanse filmkomedie uit 1957 onder regie van Norman Taurog.

## Verhaal
De actrice Laurel Stevens wordt kort voor de première van haar nieuwe film ontvoerd. Omdat ze in de film de rol van een ontvoerde bruid speelt, gelooft iedereen dat het een publiciteitsstunt is. De actrice wordt intussen verliefd op een van haar ontvoerders.

## Rolverdeling
| Acteur         | Personage           |
| -------------- | ------------------- |
| Jane Russell   | Laurel Stevens      |
| Keenan Wynn    | Dandy               |
| Ralph Meeker   | Mike Valla          |
| Fred Clark     | Brigadier McBride   |
| Una Merkel     | Bertha              |
| Benay Venuta   | Daisy Parker        |
| Robert Harris  | Barney Baylies      |
| Bob Kelley     | Omroeper            |
| Dick Haynes    | Diskjockey          |
| John Truax     | Mabel Mayberry      |
| Milton Frome   | Reclameagent        |
| Adolphe Menjou | Rechercheur Dempsey |